# Giovanni Battista della Rovere

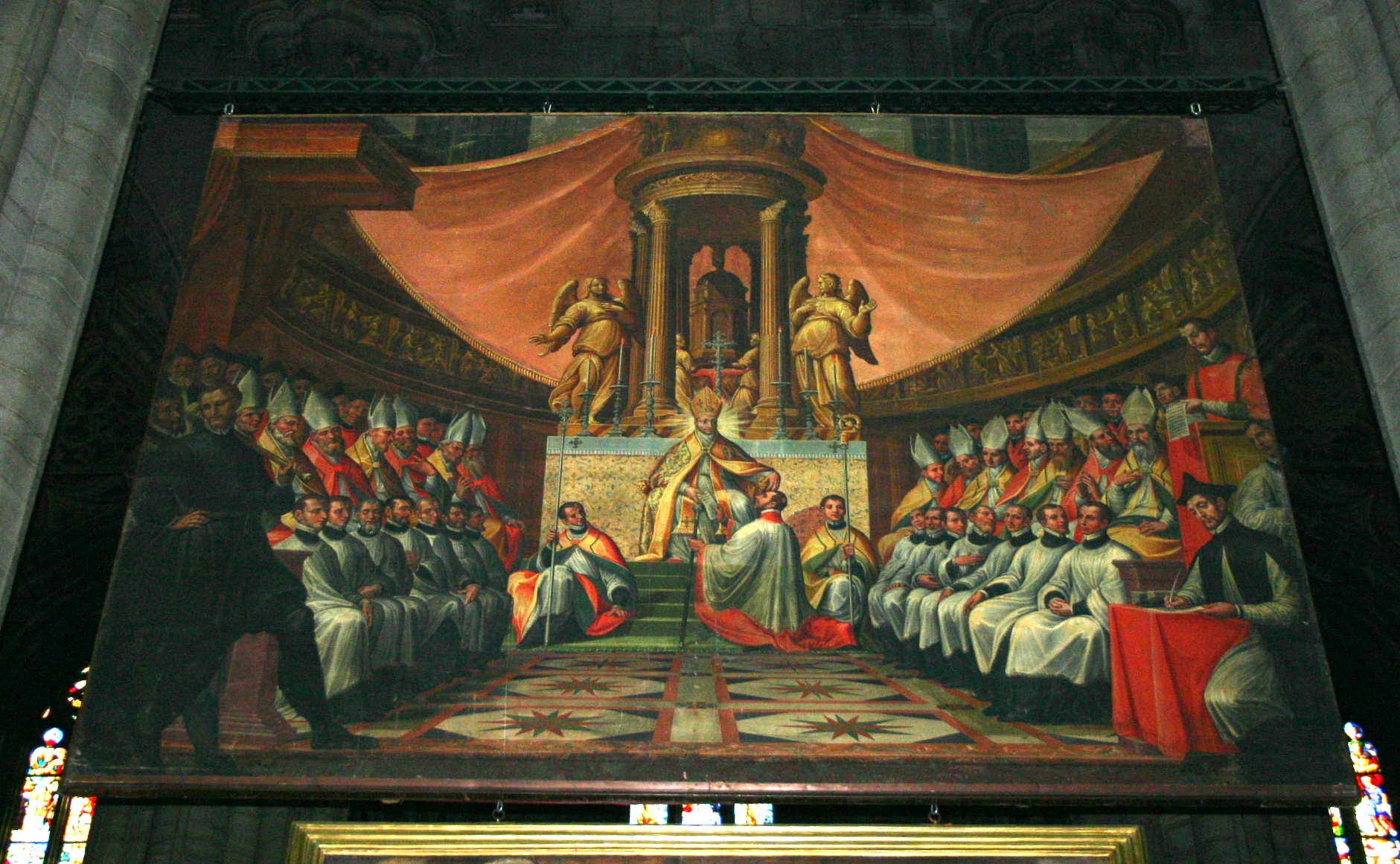
Saint Charles Borromée célèbre le synode (1602), Dôme de Milan

Giovanni Battista della Rovere (Milan, vers 1560 - 1627) est un peintre italien de l'école lombarde actif à Milan entre la fin du XVIe et le début du XVIIe siècle et plus connu, avec son frère Giovanni Mauro della Rovere (1575-1640), sous le nom commun de I Fiammenghini (les Flamands).

## Biographie
Il fut l'élève de Giulio Cesare Procaccini.

## Œuvres
- Scènes de la Vie de saint Jean-Baptiste, Dôme de Monza.
- La Résurrection du Christ, Collection privée Bonhams, Londres.
- Vie de saint Charles Borromée, participation à plusieurs tableaux des Quadroni di San Carlo, Dôme de Milan.
- Mariage de la Vierge (1600), San Francisco De Young Museum.

### Œuvres communes
Le Fiammenghini sont connus principalement pour de la décoration d'une grande partie de l'intérieur de l'Abbaye de Chiaravalle Milanese (maintenant un quartier de Milan) ; en particulier le transept, le presbytère, la contre-façade et la voûte de l'abside.
D'autres de leurs œuvres se trouvent dans la chapelle Atellani de l'Église Santa Maria delle Grazie, dans l'Église Sant'Aquilino à Cassano d'Adda, dans l'église de Sant'Eusebio à Peglio, au Mont Sacré de Varallo et dans le sanctuaire de la Madonna del Sasso de Locarno.
Ils opèrent également dans la Chiesa del Salvatore e Santa Margherita d'Antiochia di Pisidia à Busto Garolfo, où ils peignent à fresque la chapelle du maître-autel (aujourd'hui disparu) et la chapelle San Giuseppe (quelques fragments) et au cycle de  fresques et de toiles à la Chiesa dei Santi Faustino e Giovita a Bienno (La Madonna con Bambino e Santi e L'Ultima cena) et à la paroisse  Santa Maria Annunziata, en Valcamonica et également à Melegnano.

## Sources
- (it) Cet article est partiellement ou en totalité issu de l’article de Wikipédia en italien intitulé « Fiammenghini » (voir la liste des auteurs).